# Anton Zeilinger
Anton Zeilinger (n. 20 mai 1945, Ried im Innkreis, Austria Superioară, Austria) este un fizician cuantic austriac care a primit în 2022 Premiul Nobel pentru fizică, iar în 2008 a primit medalia inaugurală Isaac Newton a Institutului de Fizică (Marea Britanie) pentru „contribuțiile sale conceptuale și experimentale de pionierat la fundamentele fizicii cuantice, care au devenit piatra de temelie pentru domeniul în rapidă evoluție al informației cuantice”. Zeilinger este profesor de fizică la Universitatea din Viena și cercetător științific principal la Institutul pentru Optică Cuantică și Informație Cuantică IQOQI din cadrul Academiei Austriece de Științe. Cea mai mare parte a cercetărilor sale se referă la aspectele fundamentale și la aplicațiile stării cuantice „legate”.
Din 2016 este membru de onoare al Academiei Române.